# Pyrheliometer

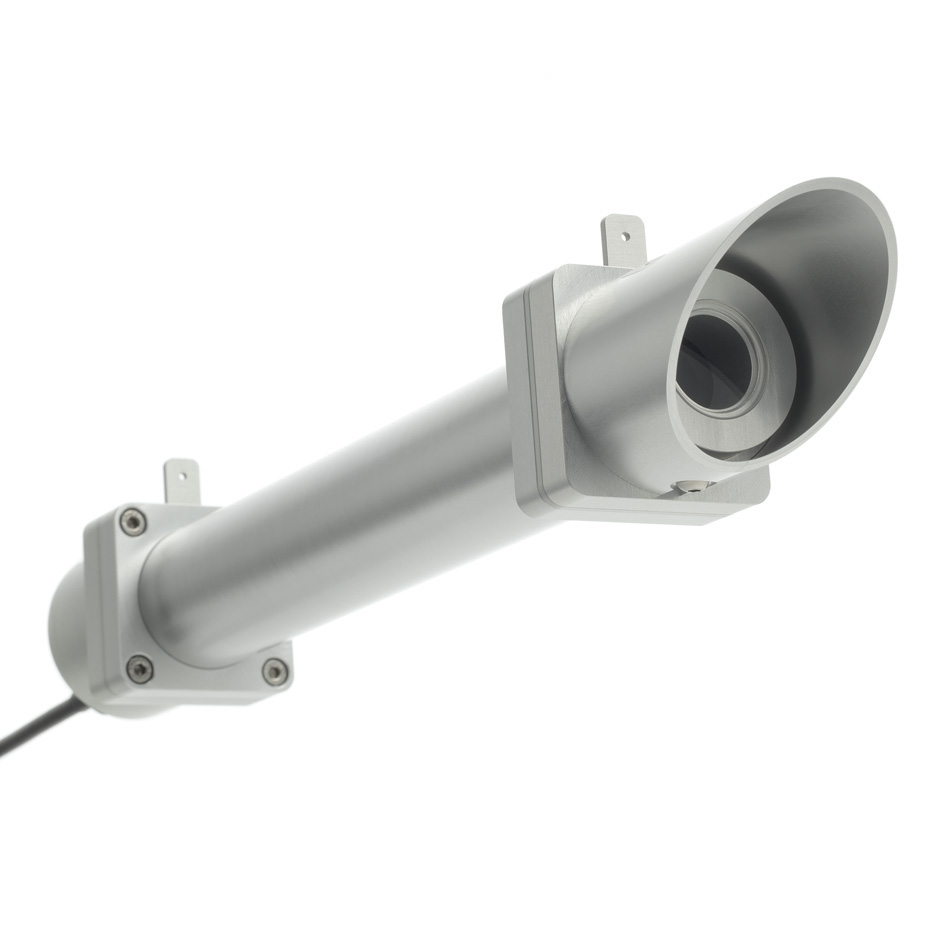
Pyrheliometer av forskningskvalitet.

Pyrheliometer (grekiska) är ett instrument för mätning av den direkta solstrålningen. Strålningen tas in genom ett fönster och träffar en detektor i form av en svärtad yta som värms upp och omvandlar värmen till en elektrisk signal som registreras. Signalspänningen omvandlas genom en formel för att ange effekten i watt per kvadratmeter. Det ingår också ett solspårningssystem för att hålla instrumentet riktat mot solen. En pyrheliometer används ofta i samma installation med en pyranometer.

## Standarder
Specifikationer för pyrheliometermätning definieras och fastställs av International Organization for Standardization (ISO) och Världsmeteorologiska organisationen (WMO). Jämförelser mellan pyrheliometrar för interkalibrering genomförs regelbundet för att kontrollera mängden mottagen solenergi. Syftet med International Pyrheliometer Comparisons, som äger rum vart femte år på World Radiation Centre i Davos, är att säkerställa den världsomfattande överföringen av World Radiometric Reference. Under denna konferens, tar alla deltagare sina instrument, solspårare och datainsamlingssystem till Davos för att utföra samtidiga solstrålningsmätningar tillsammans med World Standard Group.

## Användning
Typiska applikationer av pyrheliometer är genomförande av vetenskapliga meteorologiska klimatobservationer, forskning om materialprovning och utvärdering av effektiviteten hos solfångare och solceller.
Den används specifikt för bl. a. bestämning av atmosfärens stofthalt, studiet av solstrålningens försvagning i atmosfären samt bestämning av solarkonstanten, d. v. s. solstrålningens intensitet vid atmosfärens yttre gräns på medelavståndet mellan jorden och solen.